# Střední odborné učiliště Domažlice
Střední odborné učiliště Domažlice je střední odborná škola se sídlem v Domažlicích. Poskytuje vzdělání v učebních a studijních oborech.

## Historie
Počátkem učňovského školství v Domažlicích je 29. únor 1880, kdy byla v budově měšťanské školy chlapecké slavnostně otevřena pokračovací škola průmyslová, jejímž cílem bylo rozšíření teoretických a praktických znalostí řemeslníků, živnostníků a pracovníků v průmyslu. Příslušné úřady (ministerstvo osvěty a vyučování dne 9. dubna a C.k. místodržitelství v Praze 21. dubna) potvrdily vznik školy roku 1881. Dne 21. března 1908 byl název změněn pokračovací školu živnostenskou. 14. června 1935 schválilo obecní zastupitelstvo výstavba nové budovy, která byla otevřena v rámci jubilejních oslav Řemeslnicko-živnostenské jednoty v Domažlicích ve dnech 14. - 16. srpna 1936. Nový název byl “Jubilejní Masarykova odborná škola živnostenská”. Od školního roku 1946/47 se mění název školy na základní odborná škola, později učňovskou školu. Od 1. září 1982 bylo rozhodnutím generálního ředitele Elitex Liberec zřízeno Střední odborné učiliště Domažlice, jehož provozovatelem byl Elitex Kdyně. V SOU Domažlice se soustředila příprava učňů téměř všech podniků okresu Domažlice. Rozhodnutím ministra průmyslu ČR ze dne 24. června 1991 byla zřízena státní příspěvková organizace Střední odborné učiliště Domažlice, jako samostatný právní subjekt.

## Současnost

### Obory vzdělávání
Škola Domažlice
- Čtyřleté studijní obory s maturitou:
  - Gastronomie
  - Kosmetické služby
  - Mechanik seřizovač
- Tříleté učební obory s výučním listem:
  - Prodavač
  - Kadeřník
  - Kuchař - číšník
  - Truhlář
  - Strojní mechanik - nástrojař
  - Strojní mechanik
  - Strojní mechanik se zaměřením na obsluhu lisů pro vstřikování plastů
  - Obráběč kovů
  - Obráběč kovů  zaměření na obsluhu CNC strojů

Škola Stod
- Tříleté učební obory s výučním listem:
  - Mechanik - elektrotechnik
  - Elektromechanik pro zařízení a přístroje
  - Kadeřník